# Bạch Đằng (Bình Dương)
Bạch Đằng is een xã in huyện Tân Uyên, een district in de Vietnamese provincie Bình Dương.
Bạch Đằng ligt op een riviereiland in de Đồng Nai.